# Elephantulus myurus
Il macroscelide delle rocce orientale o sengi delle rocce orientale (Elephantulus myurus) è una specie di toporagno elefante della famiglia dei Macroscelididae, diffusa in Botswana, Zimbabwe, Mozambico e Sudafrica, dove popola le aree rocciose, oltre che le praterie a clima secco tropicali e subtropicali.